# Župy v Československu
Župy v Československu byly regionální jednotky územní správy a samosprávy, existující v prvorepublikovém Československu ve dvou verzích mezi lety 1918 a 1928. Původně šlo o dočasně přejaté uherské župy na území Slovenska (do roku 1922) a Podkarpatské Rusi (do 1928). V roce 1920 byl přijat zákon o novém župním uspořádání celého Československa, vyjma Prahy a Podkarpatské Rusi. Na jeho základě byly v roce 1923 zřízeny na Slovensku nové župy, v českých zemích však kvůli politickému odporu zákon nikdy nevstoupil v platnost. Župní zřízení bylo v Československu zrušeno v roce 1928 a nahrazeno zřízením zemským.

## Uherské župy v Československu

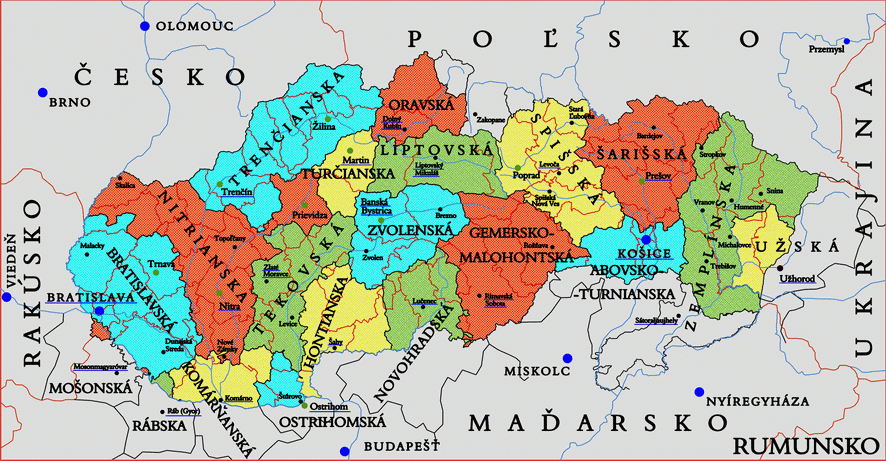
Uherské župy na mapě dnešního Slovenska

Uhersko bylo do roku 1918 členěno na župy, a součástí Uherska bylo tehdy i území pozdějšího Slovenska a Podkarpatské Rusi. Po vzniku Československa 28. října 1918 přejal nově vzniklý stát jako dočasné provizorium i systém žup, na které bylo rozděleno Slovensko a Podkarpatská Rus, k Československu připojená v roce 1919 coby autonomní území. Uherské župy byly v těchto dvou regionech zachovány, pouze v některých případech, kdy je nová státní hranice protínala a na československém území se ocitly malé části původních žup, byly tyto kousky sloučeny s územím okolních žup. V roce 1919 tak existovalo na Slovensku 16 žup a čtyři města s municipálním právem, postavená na úroveň žup (nebyla součástí žádné župy), na Podkarpatské Rusi pak čtyři župy (od roku 1921 tři). Samosprávné funkce žup byly potlačeny, v jejich čele stál vládou jmenovaný župan. Toto členění fungovalo na Slovensku do konce roku 1922, neboť od 1. ledna 1923 bylo jeho území na základě nového župního zřízení rozděleno na nové župy. Uherské župy nadále existovaly pouze na Podkarpatské Rusi, kde byly v roce 1926 sloučeny do jediné. V roce 1928 byla provedena definitivní územněsprávní reforma celého Československa, župní uspořádání bylo zrušeno a nahrazeno zemským zřízením.

### Seznam uherských žup v Československu
Pokud není v poznámce uvedeno jinak, nacházely se tyto župy v Československu v plném historickém rozsahu a zachováno bylo i jejich středisko.
Slovensko (1918–1922)
- Bratislavská župa
- Komárenská župa – severní část historické župy včetně župního sídla v Komárně; zahrnovala také slovenský podíl Rábské a Ostřihomské župy
- Nitranská župa
- Trenčínská župa
- Tekovská župa
- Turčanská župa
- Oravská župa – bez severovýchodní části odstoupené Polsku
- Liptovská župa
- Zvolenská župa
- Hontská župa – bez okrajového území na levém břehu Iplu
- Novohradská župa – menší severní část původní župy, nové sídlo Lučenec
- Gemersko-malohontská župa – téměř celá, jihovýchodní okraj zůstal Maďarsku
- Spišská župa – bez severozápadního okraje odstoupeného Polsku
- Abauj-turňanská župa – severní část původní župy včetně střediska Košice
- Šarišská župa
- Zemplínská župa – střední a severní část historické župy, zahrnovala také slovenský podíl původní Užské župy a jednu obec župy Sabolčské; nové sídlo Michalovce
- města s municipálním právem, postavená na úroveň žup
  - Banská Štiavnica a Banská Belá (jedno město)
  - Bratislava
  - Komárno
  - Košice

Podkarpatská Rus (1919–1928)
- Berežská župa (1919–1926) – bez jihozápadního okraje původní župy, do roku 1921 zahrnovala i československý podíl Ugočské župy; sídlo správy roku 1921 přeneseno z Berehova do Mukačeva
- Marmarošská župa (1920–1926) – severní část původní župy a od roku 1921 také československý podíl někdejší Ugočské župy (Sevluš a okolí); jako sídlo správy se vystřídaly Velký Bočkov, Solotvina a Sevluš
- Mukačevská župa (1919–1921) – nově vytvořená vyčleněním z Berežské župy, pak s ní opět sloučena
- Užhorodská župa (1919–1926, v letech 1919–1921 jako Užská župa) – podkarpatoruská část (většina) původní Užské župy a drobný podíl Sabolčské župy

Roku 1926 došlo k výrazné reorganizaci, kdy byla vytvořena
- Podkarpatoruská župa (1926–1928) – jediný celek zahrnující celou Podkarpatskou Rus, sídlo Mukačevo

## Nové župy v Československu

### Příprava československého župního zřízení
Po vzniku Československa v roce 1918 začaly debaty o budoucím územněsprávním uspořádání republiky. V českých zemích na straně jedné (do roku 1918 byly součástí Předlitavska) a na Slovensku a Podkarpatské Rusi na straně druhé (do roku 1918 součást Zalitavska) totiž existovaly odlišné systémy územní správy a samosprávy. Již v roce 1919 se v okruhu vlády zrodila myšlenka vytvořit na celém území státu kraje, jichž se v Čechách plánovalo osm, na Moravě a ve Slezsku pět, na Slovensku šest a Podkarpatská Rus měla být jedním krajem. Dne 12. srpna 1919 prezentoval tehdejší ministr vnitra Antonín Švehla revidovaný návrh, v němž se již tato územní jednotka označovala jako župa, čímž se navazovalo na tradici župního zřízení v Uhersku. Župní zřízení mělo vytvořit jednotný celostátní systém. V parlamentní debatě to poslanec Bohumil Fišer shrnul následovně: „Župní zřízení má však také vyšší cíl a tím jest jednotná konstrukce celého státu. Na Slovensku jest župní zřízení prastarého původu. Tam jest župní tradice vžilá, takže nebude tam naše župní zřízení něčím cizorodým, i když naší správní reformou dostane nový obsah. Autonomie zemská, na způsob staré naší zemské samosprávy, byla by tam něčím zcela novým. I když dnešní poměry na Slovensku s vládou bratislavskou jsou přechodně opatřením nezbytným, přece pro stát unifikovaný neznamenají takové nebezpečí, jakým by byla zemská samospráva. My v našich zemích zemskou správu rušíme a župním zřízením se Slovenskem unifikujeme celý stát.“ Dne 16. října 1919 vyslovila vláda souhlas s návrhem zákona o zavedení žup.
V této době se zřízení žup stalo předmětem regionálního lobování. O sídlo župy se ucházela města jako Znojmo, Jičín, Pardubice nebo Mladá Boleslav. Představitelé těchto měst vyvíjeli nátlak na poslance, včetně organizování demonstrací a petičních akcí. Do celé problematiky začal zasahovat i národnostní aspekt. Zejména Československá národní demokracie župní zřízení odmítala, protože minimálně dvě župy v Čechách, Karlovarská a Českolipská, by byly etnicky většinově německé.

### Schválení župního zřízení v roce 1920
Po vleklých sporech byl 29. února 1920 přijat zákon č. 126/1920 Sb. o zřízení župních a okresních úřadů v republice Československé. V Československu mělo vzniknout 21 žup, které byly oficiálně značeny římskými číslicemi. Měly respektovat zemské hranice česko-moravskou a moravsko-slovenskou, společné moravskoslezské župy pak měly být děleny na moravskou a slezskou část (moravsko-slezskou hranici respektovaly hranice soudních okresů coby nižších územních jednotek). Z župního zřízení byla vyňata Praha, která neměla být součástí žádné župy (avšak měla být sídlem župy I). Zákon se rovněž nezabýval autonomní Podkarpatskou Rusí. Účinnost zákona nebyla v něm přímo stanovena, dle článku 2 měl vstoupit v platnost vládním nařízením.
Župní zřízení zavádělo župní úřady jako jednotku správní organizace v čele s županem (státním úředníkem, jmenovaným vládou) a župní zastupitelstva jako samosprávný sbor. Při každém župním zastupitelstvu se předepisovalo zřízení stálého župního výboru, župní finanční komise a dalších komisí. Jako pozůstatek zemského zřízení se v zákoně předpokládal vznik župních svazů coby nadregionální zemské formace v Čechách, na Moravě/ve Slezsku (společně) a na Slovensku. Na nižší územní úrovni pak zákon zřizoval okresní úřady a okresní výbory. Župní zřízení bylo kritizováno autonomistickými slovenskými stranami (SĽS a SNS), protože ve srovnání s dosavadním župním zřízením z dob Uherska omezovalo samosprávný aspekt žup (posílení role vládou jmenovaných a nevolených členů zastupitelstev).
I po schválení zákona navíc zbývalo dojednat řadu souvisejících právních norem, bez nichž nemohlo župní zřízení vstoupit v platnost. V dubnu 1920 byl takto přijat zákon č. 330/1920 Sb. o volbách župních zastupitelstev a okresních výborů. Téhož roku byla při ministerstvu vnitra ustavena zvláštní organizační komise, která byla pověřena implementací župního zákona. Práce na uvedení žup do praxe se ale zpomalovaly. Nakonec bylo rozhodnuto zřídit systém žup zatím jen na Slovensku. I zde ale celá záležitost postupovala se zpožděním. Původně mělo zavedení žup na Slovensku nastat k 1. říjnu 1922, ministr pro správu Slovenska ale požádal o odsun termínu. Odklad podporovala zejména sociálně demokratická strana, která se po rozkolu s KSČ obávala volebního neúspěchu. Nakonec bylo na Slovensku župní zřízení zavedeno nařízením vlády č. 310/1922 Sb. k 1. lednu 1923, kde podle zákona z roku 1920 vzniklo šest žup č. XV–XX.

### Seznam nových žup v Československu

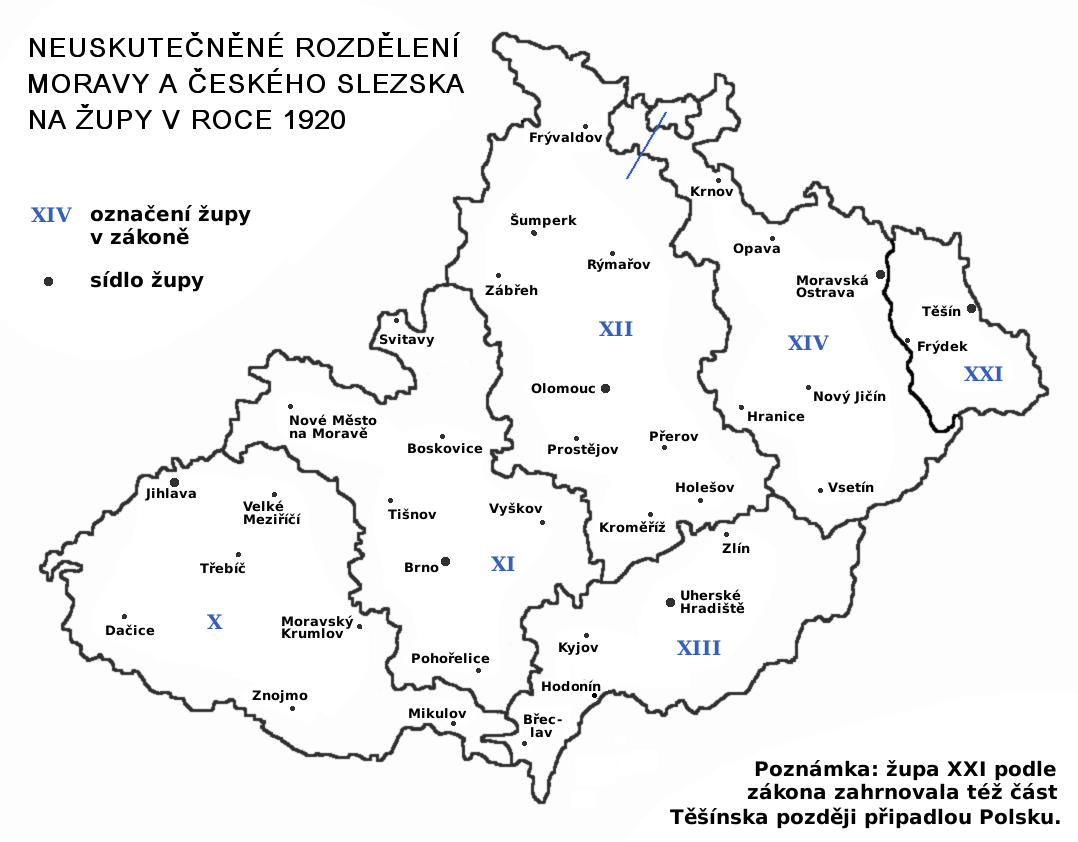
Návrh žup pro Moravu a Slezsko

Nové župy byly zřízeny pouze na Slovensku v roce 1923, v případě českých zemí šlo pouze o návrh, který nebyl realizován. Rozlohy a počty obyvatel vychází ze Statistické příručky republiky Československé 1925 podle sčítání lidu v roce 1921.

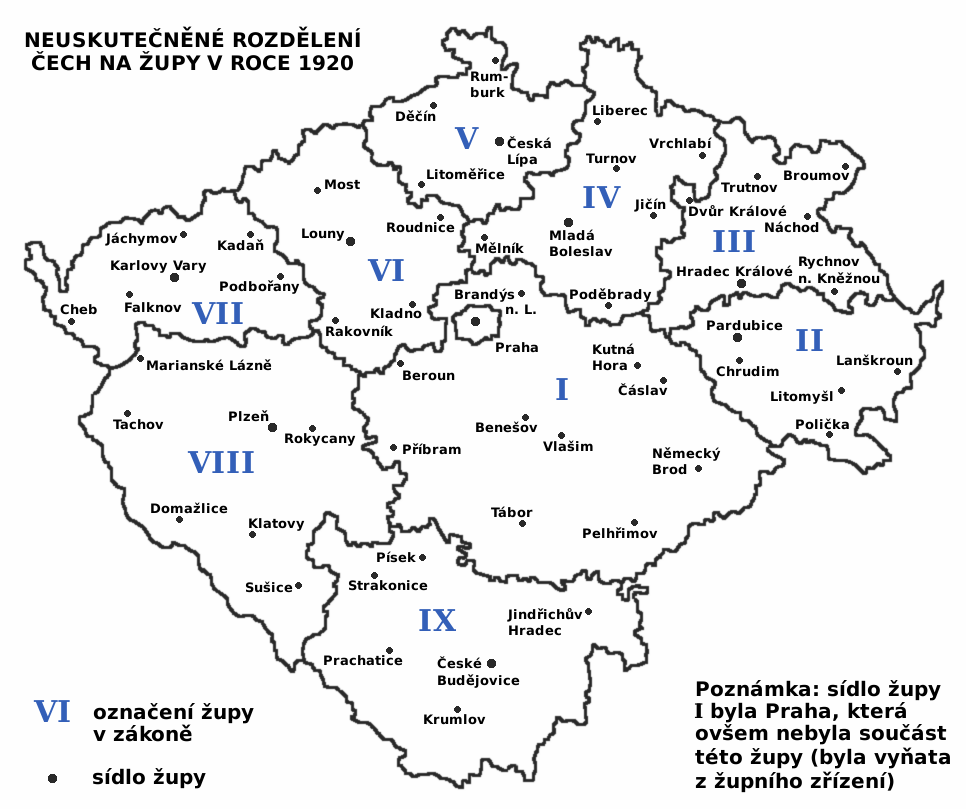
Návrh žup pro Čechy

Čechy
- Pražská župa (župa I)
Zahrnovala území ve středních Čechách (ovšem bez Kladenska) a zasahovala až na Českomoravskou vrchovinu k zemské hranici u Německého Brodu a Pelhřimova. Na jihovýchodě k ní patřily i oblasti jižních Čech okolo města Tábor. Hlavní město Praha součástí župy nebylo a jeho správní a samosprávní status se měl řešit samostatnou úpravou. Z etnického hlediska šlo převážně o českou župu. Rozloha 11 598 km², počet obyvatel 1 065 115.
- Pardubická župa (župa II)
Zahrnovala území ve východních Čechách na Pardubicku a zasahovala až k zemské hranici u Poličky a Lanškrouna, na severovýchodě k státní hranici s Německem (Kladsko). Z etnického hlediska šlo převážně o českou župu, při zemské a státní hranici s pásem německého osídlení. Rozloha 3 980 km², počet obyvatel 478 315.
- Královéhradecká župa (župa III)
Zahrnovala území ve východních Čechách na Královéhradecku a zasahovala až k státní hranici s Německem. Z etnického hlediska šlo převážně o českou župu, v severní části (Trutnovsko, Broumovsko) ovšem s kompaktní oblastí německého osídlení. Rozloha 3 678 km², počet obyvatel 506 756.
- Mladoboleslavská župa (župa IV)
Zahrnovala území v středních a severovýchodních Čechách, od Polabí, přes Mladoboleslavsko až na Liberecko a do Frýdlantského výběžku ke státní hranici s Německem. Z etnického hlediska šlo převážně českou župu, v severní části s kompaktní oblastí německého osídlení. Rozloha 4 906 km², počet obyvatel 735 817.
- Českolipská župa (župa V)
Zahrnovala území v severních Čechách, od Litoměřicka, přes Ústecko a Děčínsko až do Šluknovského výběžku ke státní hranici s Německem. Z etnického hlediska šlo převážně o německou župu, bez souvislejšího českého osídlení. Mělo jít o jednu ze dvou žup s německou etnickou většinou. Rozloha 3 240 km², počet obyvatel 566 111.
- Lounská župa (župa VI)
Zahrnovala území v severních a severozápadních Čechách, ovšem zasahovala hluboko do středních Čech na Kladensko a západní okraj Prahy, zahrnovala Lounsko, Mostecko a oblasti Krušnohoří až ke státní hranici s Německem. Z etnického hlediska šlo župu s mírnou českou převahou, v severozápadní části s kompaktní oblastí německého osídlení. Rozloha 4 509 km², počet obyvatel 785 725.
- Karlovarská župa (župa VII)
Zahrnovala území v západních Čechách, od Podbořanska, přes Karlovarsko a Chebsko až do Ašského výběžku ke státní hranici s Německem. Z etnického hlediska šlo o převážně německou župu, bez souvislejšího českého osídlení. Mělo jít o jednu ze dvou žup s německou etnickou většinou. Rozloha 4 058 km², počet obyvatel 536 309.
- Plzeňská župa (župa VIII)
Zahrnovala území v západních a jihozápadních Čechách, od Rokycanska přes Plzeňsko až k Mariánským Lázním a na jihu do Pošumaví až ke státní hranici s Německem. Z etnického hlediska šlo župu s českou převahou, v západní části a jižním příhraničním pásu s kompaktní oblastí německého osídlení. Rozloha 8 399 km², počet obyvatel 756 891.
- Českobudějovická župa (župa IX)
Zahrnovala území v jižních Čechách, ovšem bez Táborska, a na jihu do Pošumaví až ke státní hranici s Německem a Rakouskem. Z etnického hlediska šlo župu s českou převahou, v jižním příhraničním pásu ovšem s kompaktní oblastí německého osídlení. Rozloha 7 524 km², počet obyvatel 562 886.

Morava a Slezsko
- Jihlavská župa (župa X)
Zahrnovala území západní a jihozápadní Moravy, od zemských hranic s Jihlavou k jihu až ke státní hranici s Rakouskem a k jihovýchodu přes Znojemsko (město Znojmo neúspěšně požadovalo, aby se stalo samo sídlem samostatné župy) až na Mikulovsko. Z etnického hlediska šlo župu s mírnou českou převahou, v jižním příhraničním pásu ovšem s kompaktním německým osídlením. Samotná Jihlava byla v rámci celku položena zcela excentricky. Rozloha 5 419 km², počet obyvatel 432 544.
- Brněnská župa (župa XI)
Zahrnovala území západní, střední a zčásti i jižní Moravy, od zemských hranic u Svitav k Brnu, na východě po Vyškovsko, na jihu až k Pohořelicím. Z etnického hlediska šlo župu s českou převahou, jižně od Brna a v okolí Svitav ovšem s kompaktní oblastí německého osídlení. Rozloha 5 236 km², počet obyvatel 755 620.
- Olomoucká župa (župa XII)
Zahrnovala území severní a střední Moravy a západní části českého Slezska, od javornického výběžku na státní hranici s Německem, k jihu přes masiv Jeseníků a Šumpersko k Olomouci a dál na Kroměřížsko. Patřila k ní i menší exkláva okolo města Jindřichov v českém Slezsku, ale šlo o omyl při přepisu rozhodnutí ústavního výboru parlamentu do finálního znění zákona, který byl proto ještě během roku 1920 korigován a Jindřichov s okolím začleněn do Moravskoostravské župy. Z etnického hlediska šlo o župu s českou převahou, v severní části s kompaktní oblastí německého osídlení. Rozloha 6 803 km², počet obyvatel 804 679.
- Uherskohradišťská župa (župa XIII)
Zahrnovala území jihovýchodní Moravy, od Zlínska na severu přes Uherské Hradiště, Hodonínsko a Břeclavsko. Na východě ji vymezovala hranice se Slovenskem. Z etnického hlediska šlo župu českou, bez souvislejšího německého osídlení. Rozloha 3 394 km², počet obyvatel 378 822.
- Moravskoostravská župa (župa XIV)
Zahrnovala území severní a severovýchodní Moravy a části českého Slezska, od Vsetínska na jihu až po ostravskou aglomeraci a státní hranici s Německem na severu, na západě přes Opavsko a Krnovsko až po Osoblažský výběžek. Z území župy byla původně vyňata menší moravská enkláva okolo města Jindřichov v českém Slezsku a soudní okres Jindřichov byl začleněn do Olomoucké župy. Šlo ale o omyl při přepisu rozhodnutí ústavního výboru parlamentu do finálního znění zákona, který byl proto ještě během roku 1920 korigován a Jindřichov s okolím začleněn do Moravskoostravské župy. Naopak k území Moravskoostravské župy byla ještě v průběhu roku 1920 připojena zrušená Těšínská župa, která po odstoupení podstatné části Těšínska Polsku ztratila demografický a územní potenciál samostatné župy. Z etnického hlediska šlo župu s českou převahou, v severním příhraničním pásu na Opavsku s kompaktní oblastí německého osídlení a na severovýchodním hraničním pomezí s polským osídlením. Rozloha 4 613 km², počet obyvatel 653 304.
- Těšínská župa (župa XXI)
Těšínská župa měla zahrnovat těšínskou část bývalého Rakouského Slezska. Šlo o soudní okresy Bílsko, Bohumín, Frýdek, Fryštát, Jablunkov, Slezská Ostrava, Skočov, Strumeň a Těšín s etnicky převážně polskou, zčásti českou a zčásti německou populací. Po odstoupení části Těšínska Polsku pak byla župa omezena jen příslušnou částí českého Slezska od Frýdku po Český Těšín, čímž ztratila demografický a územní potenciál samostatné župy. Ještě během roku 1920 byla zrušena a československé území Těšínska připojeno k Moravskoostravské župě.[10]

Slovensko
- Bratislavská župa (župa XV)
- Nitranská župa (župa XVI)
- Povážská župa (župa XVII)
- Zvolenská župa (župa XVIII)
- Podtatranská župa (župa XIX)
- Košická župa (župa XX)

### Volby do župních zastupitelstev 1923
Dne 30. září 1923 proběhly na Slovensku volby do župních zastupitelstev. Celkové výsledky nebyly nikdy publikovány, ale podle regionálních sond a částečných výsledků přinesly porážku vládním a pročeskoslovenským stranám. Například v Bratislavské župě zvítězili slovenští autonomisté (Slovenská ľudová strana a Slovenská národná strana) následovaní maďarskými křesťanskými sociály a agrárníky, přičemž na čtvrtém místě byli komunisté.

### Zrušení žup
V reakci na výsledky voleb použila vláda zákonnou výjimku, kdy s odvoláním na „zvláštní poměry“ mohla jednu třetinu členů zastupitelstev jmenovat. Župní systém na Slovensku byl navíc omezen tím, že nedošlo ke vzniku plánovaného celoslovenského župního svazu.
Výsledek voleb do župních zastupitelstev na Slovensku jen dále zkomplikoval jejich celostátní zavádění. V českých zemích trvaly vážné námitky. Oficiálně se sice s jejich realizací počítalo v roce 1924, ale část politické scény vznášela otázky okolo národnostních, finančních a správních aspektů celého projektu. Koncem roku 1926 ministerstvo vnitra prezentovalo návrh správní reformy, který ale v roce 1927 nebyl přijat v parlamentu a byl vrácen k přepracování. Nakonec byl 14. července 1927 přijat zákon č. 125/1927 Sb. o organizaci politické správy, formálně sice předkládaný jako novelizace župního zřízení, ve skutečnosti ovšem rušící župy (v českých zemích nikdy nezřízené) a zavádějící zemskou soustavu. Československo bylo rozděleno na čtyři samosprávné země (Českou, Moravskoslezskou, Slovenskou a Podkarpatoruskou). Zemské zřízení pak vstoupilo v platnost roku 1928, čímž župní systém zanikl. Reziduem župního zřízení zůstaly volební kraje pro volby do Národního shromáždění republiky Československé, které po celé období první republiky zachovávaly hranice žup a nesly jejich číslo.